# Oreské, Michalovce
Oreské este o comună slovacă, aflată în districtul Michalovce din regiunea Košice. Localitatea se află la altitudinea de 169 m deasupra n.m., se întinde pe o suprafață de 11,13 km2 și în 2017 număra 475 de locuitori.

## Istoric
Localitatea Oreské este atestată documentar din 1358.

## Demografie
| An:                | 1994 | 2004   | 2014   | 2024   |
| ------------------ | ---- | ------ | ------ | ------ |
| Număr de persoane: | 525  | 495    | 481    | 474    |
| Diferență:         |      | −5,71% | −2,82% | −1,45% |

| An:                | 2023 | 2024   |
| ------------------ | ---- | ------ |
| Număr de persoane: | 480  | 474    |
| Diferență:         |      | −1,25% |